# Hopmanův pohár
Hopmanův pohár (anglicky Hopman Cup), oficiálně se jménem sponzora MasterCard Hopman Cup, je tenisová soutěž smíšených reprezentačních týmů. V letech 1989–2019 se konala v australském Perthu. Založena byla v roce 1989 a nejvyšší počet šesti titulů vybojovaly Spojené státy americké. Premiérový ročník vyhrálo Československo.
Pořadatelem je Mezinárodní tenisová federace, která soutěž nazývá Oficiální mistrovství smíšených družstev (Official Mixed Teams Championships of the ITF). Tenisté z turnaje nezískávají do žebříčku ATP a WTA žádné body.
V roce 2017 se sponzorem turnaje stala společnost MasterCard, která navázala spolupráci s dalšími čtyřmi australskými turnaji včetně Australian Open. Stejný rok událost proběhla jako první oficiální turnaj v kalendáři mužského či ženského tenisového okruhu v historii, s uplatněním formátu tzv. Fast4 tenisu zkrácených setů, a to v zápasech smíšené čtyřhry.
V březnu 2019 organizátoři oznámili, že se Perth od roku 2020 stal dějištěm nově založené týmové soutěže ATP Cup. Pořadatelé poháru tak začali hledat nové místo konání pro zachování turnaje. Mezinárodní tenisová federace pak sdělila, že ročník 2020 byl zrušen s plánem obnovení v roce 2021.

## Formát

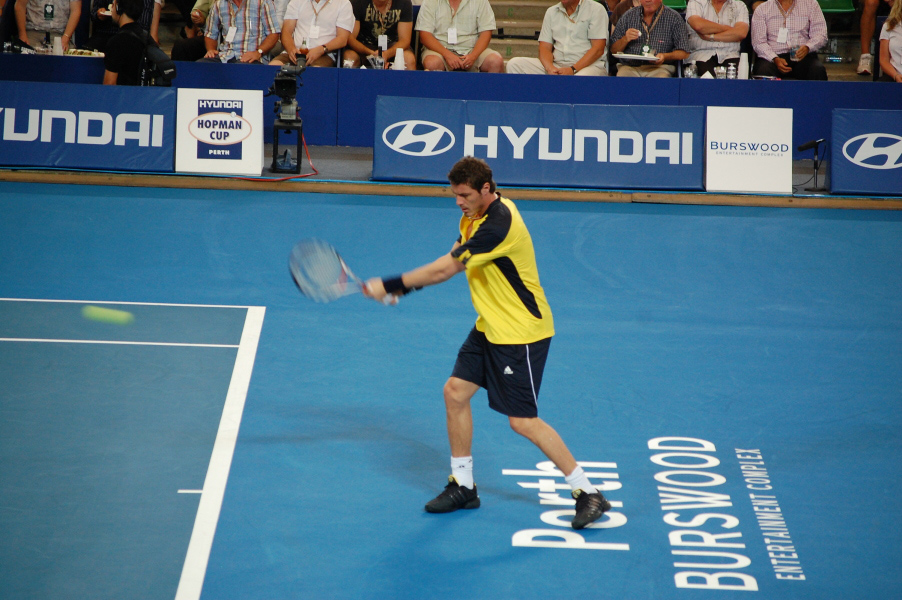
Rus Marat Safin na Hopman Cupu 2009

Na rozdíl od mužského Davisova poháru a ženského Billie Jean King Cupu je Hopmanův pohár určen dvoučlenným smíšeným družstvům. Pořadatelé zvou každoročně osm týmů. V některých letech se o jedno účastnické místo hrálo v kvalifikaci přímo na místě před zahájením soubojů.
Ve dvou čtyřčlenných skupinách A a B nastupuje každé družstvo ke třem zápasům systémem „každý s každým“. Vítězové obou skupin se střetávají ve finále.
Každé utkání družstev zahrnuje tři zápasy, dvouhru mužů i žen a závěrečnou smíšenou čtyřhru. Pořadí dvouher není od roku 2016 ustáleno. Před tímto datem začínaly vždy ženy. Singly se konají na dva vítězné sety a všechny mohou být zakončeny tiebreakem. Smíšená čtyřhra se koná také na dvě vítězné sady, ale od roku 2017 ve formátu tzv. Fast4 tenisu, do čtyř vítězných gamů setu. Za stavu her 3–3 následuje tiebreak hraný do pěti vítězných míčů (bez nutnosti rozdílu dvou bodů). V mixu není počítána „výhoda“ a po „shodě“ následuje přímý vítězný bod.

### Kritéria pořadí v základní skupině
Konečné pořadí v základní skupině se řídí následujícími kritérii:
1. nejvyšší počet vyhraných utkání
2. nejvyšší procento vyhraných setů
3. nejvyšší procento vyhraných her[p. 1]
4. vzájemné utkání
5. los mincí

## Dějiště

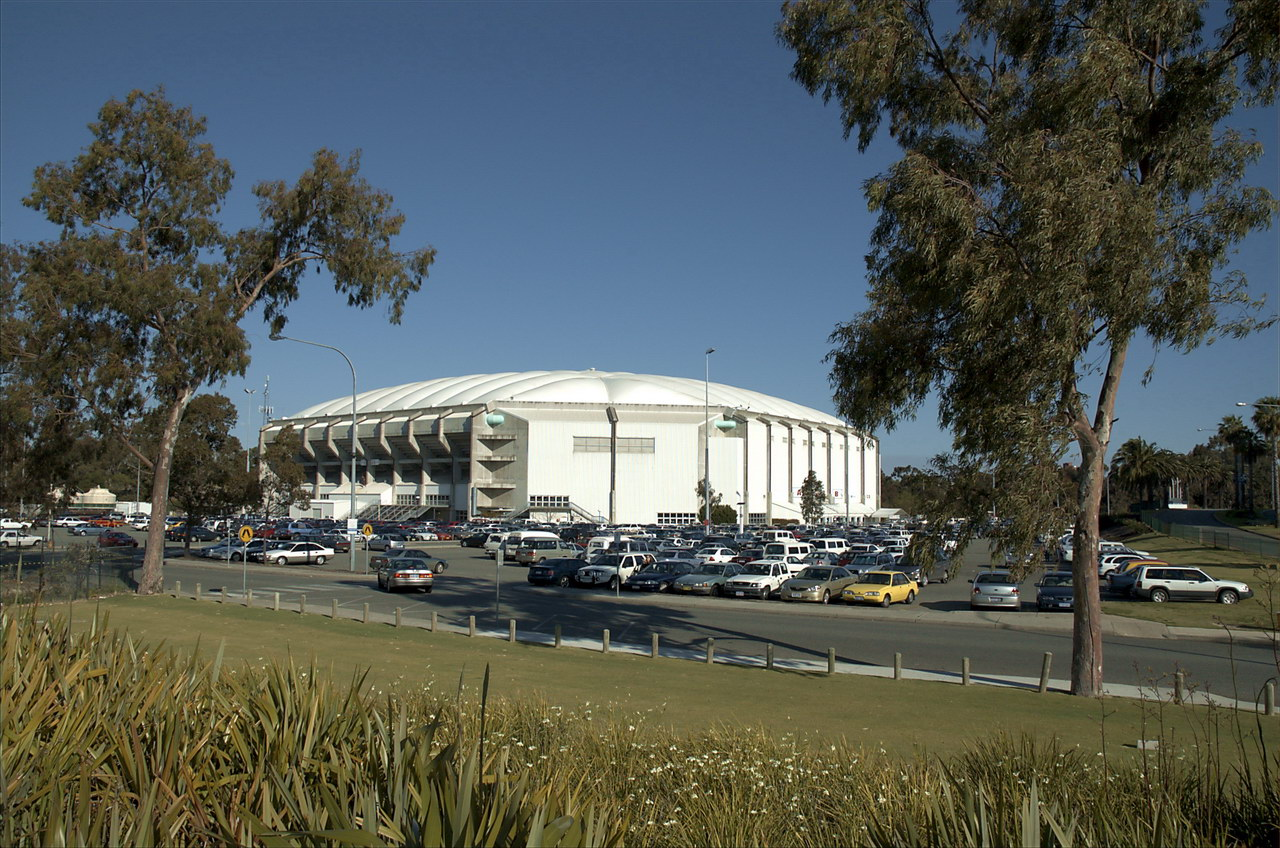
Burswood Dome v Perthu, původní dějiště Hopmanova poháru

Turnaj se hraje vždy na začátku nové tenisové sezóny na přelomu prosince a ledna. Do roku 2012 se konal na tvrdém povrchu v hale Burswood Dome v Perthu. V letech 2013–2019 probíhal v RAC areně na krytém dvorci se zatahovací střechou, na němž je položen tvrdý povrch.
Rekordní návštěvnost zaznamenal zápas základní skupiny Hopman Cupu 2018 mezi Spojenými státy a Švýcarskem, když do arény 4. ledna 2018 zavítalo 14 029 diváků. Jednalo se také o nejvíce navštívené tenisové utkání v historii Západní Austrálie.
Do roku 2012 byl ředitelem turnaje bývalý australský tenista Paul McNamee, kterého pro sezónu 2013 nahradil Steve Ayles. Následně vedení turnaje převzal perthský rodák a bývalý tenista Paul Kilderry, aby se do funkce později opět vrátil Paul McNamee.

## Trofej
Stříbrný putovní pohár pro vítězné družstvo byl pojmenován po Harrym Hopmanovi (1906–1985), který jako kapitán přivedl Austrálii k 15 vítězstvím v Davisově poháru v letech 1938–1969.
Pohár je putovní, ale členové vítězného družstva si mohou ponechat zvláštní odměnu – šperk ve tvaru tenisového míčku, který je zdobený diamanty ze západoaustralských diamantových dolů.

## Televizní přenosy
Od založení Hopmanova poháru přenášela turnaj do roku 1994 televizní síť Seven Network, od níž vysílací práva pro období 1995–2010 získala Australian Broadcasting Corporation. V roce 2011 uzavřeli organizátoři pětiletou smlouvu s komerční televizní stanicí Network Ten, s ukončením kontraktu již v listopadu 2013. Následně práva odkoupil kanál 7mate z divize společnosti Seven Network. Na evropském kontinentu soutěž vysílá stanice Eurosport.

## Přehled finále
| Rok     | Vítěz              | Finalista      | Výsledek | Členové vítězného týmu                            |
| ------- | ------------------ | -------------- | -------- | ------------------------------------------------- |
| 1989    | Československo     | Austrálie      | 2–0      | Miloslav Mečíř a Helena Suková                    |
| 1990    | Španělsko          | Spojené státy  | 2–1      | Emilio Sánchez a Arantxa Sánchezová Vicariová     |
| 1991    | Jugoslávie         | Spojené státy  | 3–0      | Goran Prpić a Monika Selešová                     |
| 1992    | Švýcarsko          | Československo | 2–1      | Jakob Hlasek a Manuela Malejevová-Fragniereová    |
| 1993    | Německo            | Španělsko      | 2–0      | Michael Stich a Steffi Grafová                    |
| 1994    | Česko              | Německo        | 2–1      | Petr Korda a Jana Novotná                         |
| 1995    | Německo            | Ukrajina       | 2–0      | Boris Becker a Anke Huberová                      |
| 1996    | Chorvatsko         | Švýcarsko      | 2–1      | Goran Ivanišević a Iva Majoliová                  |
| 1997    | Spojené státy      | Jižní Afrika   | 2–1      | Justin Gimelstob a Chanda Rubinová                |
| 1998    | Slovensko          | Francie        | 2–1      | Karol Kučera a Karina Habšudová                   |
| 1999    | Austrálie          | Švédsko        | 2–1      | Mark Philippoussis a Jelena Dokićová              |
| 2000    | Jižní Afrika       | Thajsko        | 3–0      | Wayne Ferreira a Amanda Coetzerová                |
| 2001    | Švýcarsko          | Spojené státy  | 2–1      | Roger Federer a Martina Hingisová                 |
| 2002    | Španělsko          | Spojené státy  | 2–1      | Tommy Robredo a Arantxa Sánchezová Vicariová      |
| 2003    | Spojené státy      | Austrálie      | 3–0      | James Blake a Serena Williamsová                  |
| 2004    | Spojené státy      | Slovensko      | 2–1      | James Blake a Lindsay Davenportová                |
| 2005    | Slovensko          | Argentina      | 3–0      | Dominik Hrbatý a Daniela Hantuchová               |
| 2006    | Spojené státy      | Nizozemsko     | 2–1      | Taylor Dent a Lisa Raymondová                     |
| 2007    | Rusko              | Španělsko      | 2–0      | Dmitrij Tursunov a Naděžda Petrovová              |
| 2008    | Spojené státy      | Srbsko         | 2–1      | Mardy Fish a Serena Williamsová                   |
| 2009    | Slovensko          | Rusko          | 2–0      | Dominik Hrbatý a Dominika Cibulková               |
| 2010    | Španělsko          | Velká Británie | 2–1      | Tommy Robredo a María José Martínezová Sánchezová |
| 2011    | Spojené státy      | Belgie         | 2–1      | John Isner a Bethanie Matteková-Sandsová          |
| 2012    | Česko              | Francie        | 2–0      | Tomáš Berdych a Petra Kvitová                     |
| 2013    | Španělsko          | Srbsko         | 2–1      | Fernando Verdasco a Anabel Medinaová Garriguesová |
| 2014    | Francie            | Polsko         | 2–1      | Jo-Wilfried Tsonga a Alizé Cornetová              |
| 2015    | Polsko             | Spojené státy  | 2–1      | Jerzy Janowicz a Agnieszka Radwańská              |
| 2016    | Austrálie (zelená) | Ukrajina       | 2–0      | Darja Gavrilovová a Nick Kyrgios                  |
| 2017    | Francie            | Spojené státy  | 2–1      | Richard Gasquet a Kristina Mladenovicová          |
| 2018    | Švýcarsko          | Německo        | 2–1      | Roger Federer a Belinda Bencicová                 |
| 2019    | Švýcarsko          | Německo        | 2–1      | Roger Federer a Belinda Bencicová                 |
| 2020–22 | nehráno            | nehráno        |          |                                                   |
| 2023    | Chorvatsko         | Švýcarsko      | 2–0      | Borna Ćorić a Donna Vekićová                      |

### Tituly a finále podle týmů a let
| Stát           | Vítěz                                  | Poražený finalista                     |
| -------------- | -------------------------------------- | -------------------------------------- |
| Spojené státy  | 1997, 2003, 2004, 2006, 2008, 2011 (6) | 1990, 1991, 2001, 2002, 2015, 2017 (6) |
| Španělsko      | 1990, 2002, 2010, 2013 (4)             | 1993, 2007 (2)                         |
| Švýcarsko      | 1992, 2001, 2018, 2019 (4)             | 1996, 2023 (2)                         |
| Slovensko      | 1998, 2005, 2009 (3)                   | 2004 (1)                               |
| Německo        | 1993, 1995 (2)                         | 1994, 2018, 2019 (3)                   |
| Austrálie      | 1999, 2016 (2)                         | 1989, 2003 (2)                         |
| Francie        | 2014, 2017 (2)                         | 1998, 2012 (2)                         |
| Česko          | 1994, 2012 (2)                         | (0)                                    |
| Chorvatsko     | 1996, 2023 (2)                         | (0)                                    |
| Československo | 1989 (1)                               | 1992 (1)                               |
| Jižní Afrika   | 2000 (1)                               | 1997 (1)                               |
| Rusko          | 2007 (1)                               | 2009 (1)                               |
| Polsko         | 2015 (1)                               | 2014 (1)                               |
| Jugoslávie     | 1991 (1)                               | (0)                                    |
| Srbsko         | (0)                                    | 2008, 2013 (2)                         |
| Ukrajina       | (0)                                    | 1995, 2016 (2)                         |
| Švédsko        | (0)                                    | 1999 (1)                               |
| Thajsko        | (0)                                    | 2000 (1)                               |
| Argentina      | (0)                                    | 2005 (1)                               |
| Nizozemsko     | (0)                                    | 2006 (1)                               |
| Velká Británie | (0)                                    | 2010 (1)                               |
| Belgie         | (0)                                    | 2011 (1)                               |

Nejvíce titulů týmu v řadě:
- Spojené státy: 2 (2003–2004)
- Švýcarsko: 2 (2018–2019)

Nejvíce finále týmu v řadě:
- Spojené státy: 4 (2001–2004)

Nejvíce titulů hráče:
- Roger Federer: 3 (2001, 2018, 2019)[1]

## Podrobné výsledky
| Stát                | 1989                      | 1990                      | 1991                      | 1992                      | 1993         | 1994         | 1995         | 1996         | 1997         | 1998         | 1999         | 2000         | 2001         | 2002         | 2003         | 2004         | 2005         | 2006         | 2007         | 2008         | 2009         | 2010         | 2011         | 2012         | 2013         | 2014         | 2015         | 2016         | 2017         | 2018         | 2019         | Účasti |
| ------------------- | ------------------------- | ------------------------- | ------------------------- | ------------------------- | ------------ | ------------ | ------------ | ------------ | ------------ | ------------ | ------------ | ------------ | ------------ | ------------ | ------------ | ------------ | ------------ | ------------ | ------------ | ------------ | ------------ | ------------ | ------------ | ------------ | ------------ | ------------ | ------------ | ------------ | ------------ | ------------ | ------------ | ------ |
| Argentina           | –                         | –                         | –                         | –                         | –            | –            | 1R           | –            | –            | –            | –            | –            | –            | ZS           | –            | –            | F            | ZS           | –            | ZS           | –            | –            | –            | –            | –            | –            | –            | –            | –            | –            | –            | 5      |
| Austrálie           | F                         | SF                        | QF                        | 1R                        | QF           | SF           | QF           | ZS           | ZS           | ZS           | Titul        | ZS           | ZS           | ZS           | F            | ZS           | ZS           | ZS           | ZS           | ZS           | ZS           | ZS           | ZS           | ZS           | ZS           | ZS           | ZS           | ZS           | ZS           | ZS           | ZS           | 31     |
| Austrálie           | F                         | SF                        | QF                        | 1R                        | QF           | SF           | QF           | ZS           | ZS           | ZS           | Titul        | ZS           | ZS           | ZS           | F            | ZS           | ZS           | ZS           | ZS           | ZS           | ZS           | ZS           | ZS           | ZS           | ZS           | ZS           | ZS           | Titul        | ZS           | ZS           | ZS           | 31     |
| Rakousko            | –                         | QF                        | –                         | –                         | 1R           | SF           | QF           | –            | –            | –            | –            | ZS           | –            | –            | –            | –            | –            | –            | –            | –            | –            | –            | –            | –            | –            | –            | –            | –            | –            | –            | −            | 5      |
| Belgie              | –                         | –                         | –                         | –                         | –            | –            | –            | –            | –            | –            | –            | ZS           | ZS           | ZS           | ZS           | ZS           | –            | –            | –            | –            | –            | –            | F            | –            | –            | –            | –            | –            | –            | RZS R        | −            | 7      |
| Bulharsko           | –                         | –                         | –                         | –                         | –            | –            | –            | –            | –            | –            | –            | –            | –            | –            | –            | –            | –            | –            | –            | –            | –            | –            | –            | ZS           | –            | –            | –            | -            | –            | –            | −            | 1      |
| Kanada              | –                         | –                         | –                         | –                         | –            | –            | –            | –            | –            | –            | –            | –            | –            | –            | –            | LQ           | –            | –            | –            | –            | –            | –            | –            | –            | –            | ZS           | ZS           | –            | –            | ZS           | −            | 4      |
| Čína                | –                         | –                         | –                         | –                         | –            | –            | –            | –            | –            | –            | –            | –            | –            | –            | –            | –            | –            | LQ           | –            | –            | –            | –            | –            | ZS           | –            | –            | –            | –            | –            | –            | −            | 2      |
| SNS                 | –                         | –                         | –                         | QF                        | zaniklý stát | zaniklý stát | zaniklý stát | zaniklý stát | zaniklý stát | zaniklý stát | zaniklý stát | zaniklý stát | zaniklý stát | zaniklý stát | zaniklý stát | zaniklý stát | zaniklý stát | zaniklý stát | zaniklý stát | zaniklý stát | zaniklý stát | zaniklý stát | zaniklý stát | zaniklý stát | zaniklý stát | zaniklý stát | zaniklý stát | zaniklý stát | zaniklý stát | zaniklý stát | zaniklý stát | 1      |
| Tchaj-wan           | –                         | –                         | –                         | –                         | –            | –            | –            | –            | –            | –            | –            | –            | –            | –            | –            | –            | –            | –            | –            | ZS           | ZS           | –            | –            | –            | –            | –            | –            | –            | –            | –            | −            | 2      |
| Chorvatsko          | účast jako Jugoslávie     | účast jako Jugoslávie     | účast jako Jugoslávie     | účast jako Jugoslávie     | –            | –            | –            | Titul        | ZS           | –            | –            | –            | –            | –            | –            | –            | –            | –            | ZS           | –            | –            | –            | –            | –            | –            | –            | –            | –            | –            | –            | −            | 3      |
| Česko               | účast jako Československo | účast jako Československo | účast jako Československo | účast jako Československo | SF           | Titul        | SF           | –            | –            | –            | –            | –            | –            | –            | ZS           | ZS           | –            | –            | ZS           | ZS           | –            | –            | –            | Titul        | –            | ZS           | ZS           | ZS           | ZS           | –            | −            | 12     |
| Československo      | Titul                     | SF                        | QF                        | F                         | zaniklý stát | zaniklý stát | zaniklý stát | zaniklý stát | zaniklý stát | zaniklý stát | zaniklý stát | zaniklý stát | zaniklý stát | zaniklý stát | zaniklý stát | zaniklý stát | zaniklý stát | zaniklý stát | zaniklý stát | zaniklý stát | zaniklý stát | zaniklý stát | zaniklý stát | zaniklý stát | zaniklý stát | zaniklý stát | zaniklý stát | zaniklý stát | zaniklý stát | zaniklý stát | zaniklý stát | 4      |
| Dánsko              | –                         | –                         | –                         | –                         | –            | –            | –            | –            | –            | –            | –            | –            | –            | –            | –            | –            | –            | –            | –            | –            | –            | –            | –            | ZS           | –            | –            | –            | –            | –            | –            | −            | 1      |
| Francie             | ZS                        | QF                        | SF                        | QF                        | SF           | QF           | SF           | ZS           | ZS           | F            | ZS           | –            | –            | ZS           | –            | ZS           | –            | –            | ZS           | ZS           | ZS           | –            | ZS           | F            | ZS           | Titul        | ZS           | ZS           | Titul        | –            | ZS           | 24     |
| Německo             | SF                        | –                         | 1R                        | SF                        | Titul        | F            | Titul        | ZS           | ZS           | ZS           | –            | –            | –            | –            | –            | –            | ZS           | ZS           | –            | –            | ZS           | ZS           | –            | –            | ZS           | –            | –            | ZS           | ZS           | F            | F            | 18     |
| Velká Británie      | 1R                        | –                         | 1R                        | 1R                        | –            | –            | –            | –            | –            | –            | –            | –            | –            | –            | –            | –            | –            | –            | –            | –            | –            | F            | ZS           | –            | –            | –            | ZS           | ZS           | ZS           | –            | ZS           | 9      |
| Řecko               | –                         | –                         | –                         | –                         | –            | –            | –            | –            | –            | –            | –            | –            | –            | LQ           | –            | –            | –            | –            | –            | –            | –            | –            | –            | –            | –            | –            | –            | –            | –            | –            | ZS           | 2      |
| Maďarsko            | –                         | –                         | –                         | –                         | –            | –            | –            | –            | –            | –            | –            | –            | –            | –            | –            | ZS           | –            | –            | –            | –            | –            | –            | –            | –            | –            | –            | –            | –            | –            | –            | −            | 1      |
| Indie               | –                         | –                         | –                         | –                         | –            | –            | –            | –            | –            | –            | –            | –            | –            | –            | –            | –            | –            | –            | ZS           | ZS           | –            | –            | –            | –            | –            | –            | –            | –            | –            | –            | −            | 2      |
| Izrael              | –                         | –                         | –                         | –                         | 1R           | –            | –            | –            | –            | –            | –            | –            | –            | –            | –            | –            | –            | –            | –            | –            | –            | –            | –            | –            | –            | –            | –            | –            | –            | –            | −            | 1      |
| Itálie              | –                         | QF                        | 1R                        | –                         | –            | –            | –            | –            | –            | –            | –            | –            | –            | ZS           | ZS           | –            | ZS           | –            | –            | –            | ZS           | –            | ZS           | –            | ZS           | ZS           | ZS           | –            | –            | –            | −            | 10     |
| Japonsko            | 1R                        | –                         | –                         | 1R                        | 1R           | –            | –            | –            | –            | –            | –            | LQ           | LQ           | –            | –            | –            | –            | –            | –            | –            | –            | –            | –            | –            | –            | –            | –            | –            | –            | ZS           | −            | 6      |
| Kazachstán          | účast jako SSSR           | účast jako SSSR           | účast jako SSSR           | –                         | –            | –            | –            | –            | –            | –            | –            | –            | –            | –            | –            | –            | –            | –            | –            | –            | –            | ZS           | ZS           | –            | –            | –            | –            | –            | –            | –            | −            | 2      |
| Nizozemsko          | –                         | 1R                        | 1R                        | QF                        | –            | 1R           | 1R           | ZS           | –            | –            | –            | –            | –            | –            | –            | –            | ZS           | F            | –            | –            | –            | –            | –            | –            | –            | –            | –            | –            | –            | –            | −            | 8      |
| Nový Zéland         | –                         | 1R                        | –                         | –                         | –            | –            | –            | –            | –            | –            | –            | –            | –            | –            | –            | –            | –            | –            | –            | –            | –            | –            | –            | –            | –            | –            | –            | –            | –            | –            | −            | 1      |
| Paraguay            | –                         | –                         | –                         | –                         | –            | –            | –            | –            | –            | –            | –            | –            | –            | –            | LQ           | –            | –            | –            | –            | –            | –            | –            | –            | –            | –            | –            | –            | –            | –            | –            | −            | 1      |
| Polsko              | –                         | –                         | –                         | –                         | –            | –            | –            | –            | –            | –            | –            | –            | –            | –            | –            | –            | –            | –            | –            | –            | –            | –            | –            | –            | –            | F            | Titul        | –            | –            | –            | −            | 2      |
| Rumunsko            | –                         | –                         | –                         | –                         | –            | –            | –            | –            | ZS           | LQ           | –            | –            | –            | –            | –            | –            | –            | –            | –            | –            | –            | ZS           | –            | –            | –            | –            | –            | –            | –            | –            | −            | 3      |
| Rusko               | účast jako SSSR           | účast jako SSSR           | účast jako SSSR           | –                         | –            | –            | –            | –            | –            | –            | –            | –            | ZS           | –            | –            | ZS           | ZS           | ZS           | Titul        | –            | F            | ZS           | –            | –            | –            | –            | –            | –            | –            | ZS           | −            | 8      |
| Srbsko              | účast jako Jugoslávie     | účast jako Jugoslávie     | účast jako Jugoslávie     | –                         | –            | –            | –            | –            | –            | –            | –            | –            | –            | –            | –            | –            | –            | –            | –            | F            | –            | –            | ZS           | –            | F            | –            | –            | –            | –            | –            | −            | 3      |
| Srbsko a Černá Hora | účast jako Jugoslávie     | účast jako Jugoslávie     | účast jako Jugoslávie     | –                         | –            | –            | –            | –            | –            | –            | –            | –            | –            | –            | –            | –            | –            | ZS           | zaniklý stát | zaniklý stát | zaniklý stát | zaniklý stát | zaniklý stát | zaniklý stát | zaniklý stát | zaniklý stát | zaniklý stát | zaniklý stát | zaniklý stát | zaniklý stát | zaniklý stát | 1      |
| Slovensko           | účast jako Československo | účast jako Československo | účast jako Československo | účast jako Československo | –            | –            | –            | –            | –            | Titul        | ZS           | ZS           | ZS           | –            | ZS           | F            | Titul        | –            | –            | –            | Titul        | –            | –            | –            | –            | –            | –            | –            | –            | –            | −            | 8      |
| Jižní Afrika        | –                         | –                         | –                         | –                         | 1R           | 1R           | 1R           | ZS           | F            | ZS           | ZS           | Titul        | ZS           | –            | –            | –            | –            | –            | –            | –            | –            | –            | –            | –            | ZS           | –            | –            | –            | –            | –            | −            | 10     |
| Sovětský svaz       | –                         | QF                        | QF                        | zaniklý stát              | zaniklý stát | zaniklý stát | zaniklý stát | zaniklý stát | zaniklý stát | zaniklý stát | zaniklý stát | zaniklý stát | zaniklý stát | zaniklý stát | zaniklý stát | zaniklý stát | zaniklý stát | zaniklý stát | zaniklý stát | zaniklý stát | zaniklý stát | zaniklý stát | zaniklý stát | zaniklý stát | zaniklý stát | zaniklý stát | zaniklý stát | zaniklý stát | zaniklý stát | zaniklý stát | zaniklý stát | 2      |
| Španělsko           | –                         | Titul                     | QF                        | SF                        | F            | QF           | QF           | –            | –            | ZS           | ZS           | –            | –            | Titul        | ZS           | –            | –            | –            | F            | –            | –            | Titul        | –            | ZS           | Titul        | ZS           | –            | –            | ZS           | –            | ZS           | 17     |
| Švédsko             | SF                        | 1R                        | –                         | 1R                        | –            | 1R           | 1R           | –            | –            | ZS           | F            | ZS           | –            | –            | –            | –            | –            | ZS           | –            | –            | –            | –            | –            | –            | –            | –            | –            | –            | –            | –            | −            | 9      |
| Švýcarsko           | –                         | –                         | SF                        | Titul                     | QF           | QF           | –            | F            | ZS           | –            | ZS           | –            | Titul        | ZS           | –            | –            | –            | –            | –            | –            | –            | –            | –            | –            | –            | –            | –            | –            | ZS           | Titul        | Titul        | 12     |
| Thajsko             | –                         | –                         | –                         | –                         | –            | –            | –            | –            | –            | –            | –            | F            | ZS           | –            | –            | –            | –            | –            | –            | –            | –            | –            | –            | –            | –            | –            | –            | –            | –            | –            | −            | 2      |
| Ukrajina            | účast jako SSSR           | účast jako SSSR           | účast jako SSSR           | –                         | QF           | 1R           | F            | –            | –            | –            | –            | –            | –            | –            | –            | –            | –            | –            | –            | –            | –            | –            | –            | –            | –            | –            | –            | F            | –            | –            | −            | 4      |
| Spojené státy       | –                         | F                         | F                         | QF                        | QF           | QF           | QF           | ZS           | Titul        | ZS           | ZS           | ZS           | F            | F            | Titul        | Titul        | ZS           | Titul        | ZS           | Titul        | ZS           | ZS           | Titul        | ZS           | ZS           | ZS           | F            | ZS           | F            | ZS           | ZS           | 30     |
| Uzbekistán          | účast jako SSSR           | účast jako SSSR           | účast jako SSSR           | –                         | –            | –            | –            | –            | –            | –            | –            | –            | –            | –            | ZS           | –            | –            | –            | –            | –            | –            | –            | –            | –            | –            | –            | –            | –            | –            | –            | −            | 1      |
| Jugoslávie          | 1R                        | 1R                        | Titul                     | –                         | zaniklý stát | zaniklý stát | zaniklý stát | zaniklý stát | zaniklý stát | zaniklý stát | zaniklý stát | zaniklý stát | zaniklý stát | zaniklý stát | zaniklý stát | zaniklý stát | zaniklý stát | zaniklý stát | zaniklý stát | zaniklý stát | zaniklý stát | zaniklý stát | zaniklý stát | zaniklý stát | zaniklý stát | zaniklý stát | zaniklý stát | zaniklý stát | zaniklý stát | zaniklý stát | zaniklý stát | 3      |
| Zimbabwe            | –                         | –                         | –                         | –                         | –            | –            | –            | –            | –            | –            | LQ           | –            | –            | –            | –            | –            | LQ           | –            | –            | –            | –            | –            | –            | –            | –            | –            | –            | –            | –            | –            | −            | 2      |
| Počet týmů          | 8                         | 12                        | 12                        | 12                        | 12           | 12           | 12           | 8            | 8            | 8            | 8            | 8            | 8            | 8            | 8            | 8            | 8            | 8            | 8            | 8            | 8            | 8            | 8            | 8            | 8            | 8            | 8            | 8            | 8            | 8            | 8            |        |

| Legenda | Legenda               | Legenda | Legenda             |
| ------- | --------------------- | ------- | ------------------- |
| LQ      | prohra v kvalifikaci  | —       | —                   |
| ZS      | základní skupina      | 1R      | prohra v 1. kole    |
| QF      | prohra ve čtvrtfinále | SF      | prohra v semifinále |
| F       | prohra ve finále      | Titul   | vítězství v turnaji |